# Carlos Franco (Golfspieler)
Carlos Franco (* 24. Mai 1965 in Asunción) ist ein paraguayischer Profigolfer. Mit weltweit 33 Turniersiegen ist er der mit Abstand erfolgreichste Golfer seines Landes.

## Werdegang
Er wuchs in großer Armut auf – die neunköpfige Familie musste sich einen Raum teilen. Sein Vater arbeitete als Greenkeeper und Caddie in Asunción.
Im Jahre 1986 wurde Franco Berufsgolfer und spielte erfolgreich in Südamerika, wo er insgesamt 21 Turniersiege errang. Er bespielte auch die Japan Golf Tour und holte sich dort fünf Titel. Auf der Asian Tour gelang ihm ein Sieg.
Im Herbst 1998 qualifizierte er sich über die Q-School für die PGA TOUR, gewann in seiner ersten Spielzeit 1999 zwei Events, und war der erste Neuling, der über 1 Mio. $ Saison-Preisgeld erreichen konnte. Bis dato hat Franco vier Siege auf der großen nordamerikanischen Turnierserie zu Buche stehen.
Er vertrat sein Land einmal im Dunhill Cup, sechsmal im World Cup und wurde zweimal ins Internationale Team beim Presidents Cup berufen.
Seit Mai 2015 ist Franco auf der Champions Tour spielberechtigt, auf der er bisher in zwei Turnieren siegte.
Carlos Franco unterstützt mit großzügigen Spenden bedürftige Kranke und Unfallopfer in seinem Heimatland. Im Jahre 1999 wurde er zum Sportminister ernannt.  Alle seine fünf Brüder wurden auch Golfprofessionals. Er ist seit 1988 verheiratet und hat drei Kinder.

## PGA TOUR Siege
- 1999  COMPAQ Classic of New Orleans, Greater Milwaukee Open
- 2000  COMPAQ Classic of New Orleans
- 2004  U.S. Bank Championship in Milwaukee

## Champions Tour
- 2016 Shaw Charity Classic
- 2017 Bass Pro Shops Legends of Golf at Big Cedar Lodge

## Andere Turniersiege
- 1994 Jun Classic (Japan Golf Tour)
- 1995 Sapporo Tokyo Open (Japan Golf Tour)
- 1996 ANA Open (Japan Golf Tour)
- 1998 Just System KSB Open, Fuji Sankei Classic (beide Japan Golf Tour)
- 1999 Philippines Open (Asian Tour)

Dazu kommen 21 Siege in Südamerika, inklusive der Brazil Open 2001 und 2003.

## Teilnahmen an Teambewerben
- Dunhill Cup: 1993
- World Cup: 1992, 2000, 2001, 2003, 2005, 2007
- Presidents Cup: 1998 (Sieger), 2000